# Fan Jianhong
Fan, Jianhong (chinesisch 范劍虹, Pinyin Fàn Jiànhóng; * 18. Dezember 1958 in Ningbo, Volksrepublik China) ist ein chinesischer Rechtswissenschaftler und ordentlicher Professor an der juristischen Fakultät der Universität von Macau. Schiedsrichter in International Economic and Trade Arbitration Commission (CIETAC-South China) und Shenzhen Court of International Arbitration(SCIA) sowie Schiedsrichter in Macaus World Trade Center.

## Leben
Fan Jianhong arbeitete von 1975 bis 1980 in einer Zweigstelle des Verkehrsministeriums der Volksrepublik China. Er studierte von 1980 bis 1984 Germanistik und von 1985 bis 1988 Rechtswissenschaft in China (Hangzhou) und von 1988 bis 1997 Rechtswissenschaft in Deutschland (Kiel und Freiburg). Von 1995 bis 1997 war er wissenschaftlicher Sondermitarbeiter („research fellow“) am Max-Planck-Institut für ausländisches und internationales Strafrecht in Freiburg. 1990 hat LL.M.bekommen (Erstgutachter:Rüdiger Wolfrum), 1997 wurde er in Freiburg promoviert (Erstgutachter: Manfred Löwisch). 1997/98 arbeitete er in der Anwaltskanzlei Wessing, Berenberg-Gossler, Zimmermann, Lange. Von 1998 bis 2000 war er Dozent („associate professor“) an der Zhejiang-Universität in Hangzhou. Seit Nov. 2000 war er auch Dozent („associate professor“) an der Universität Macau.
Zurzeit ist er Professor („full professor“) an der juristischen Fakultät der Universität von Macau, wo er vergleichendes Privatrecht, Gesellschafts- und Wettbewerbsrecht sowie internationales Wirtschaftsrecht lehrt. Er ist Autor zahlreicher wissenschaftlicher Veröffentlichungen. Außerdem ist er als Schiedsrichter am World Trade Center in Macau und als Schiedsrichter in International Economic and Trade Arbitration Commission (CIETAC-South China) und Shenzhen Court of International Arbitration(SCIA) tätig. Seit Dezember 2020 ist er auch Mitherausgeber von Kieler Schriften für Ostrecht.

## Schriften (Auswahl)
- Fan, J. H. (2018), An Introduction to the Connotations of Comparative Law – A Perspective from a Chinese Scholar, Juridikum –Zeitschrift für Kritik, Recht, Gesellschaft, Heft 1/2018, Österreich Verlag, 60–69 (englisch)
- Fan, J. H./Chen, K. R./Tang, C./Zhang, Q. (2017), Contract Law for the International Sale of Goods, Law Press China, Beijing, ISBN 978-7-5197-1140-5 (chinesisch)
- Fan, J. H. (2017), Concretizing Application of the Proportion Principle in the Conflict of Dismissal under the impact of the Enterprise's Economic Woes, ISBN 978-3-330-03279-8 (englisch)
- Fan, J. H. (2016), The orientation of legal system, layout of rules and literal expression in codification of Chinese Civil Code, in Journal of Macau Law Sciences, UMAC, Vol. 1/2016, 83–98 (chinesisch)
- Tian, Q./Liu, Y./Fan, J. H. (2015), The effects of external stakeholder pressure and ethical leadership on corporate social responsibility in China, Journal of Management & Organization, Cambridge University Press and Australian and New Zealand Academy of Management , Vol. 21, Issue 04, 388–410 (englisch)
- Fan, J. H. (2014), Judges’ Continuing Construction in enterprise-conditioned employer dismissal in Germany: specific research of the proportion principle, Beijing Law Review, USA, Vol. 5/2014, 322–341 (englisch)
- Fan, J. H. (2013), Durchgriffshaftung gegen Gesellschafter wegen Unterkapitalisierung im chinesischen Gesellschaftsrecht, Recht der internationalen Wirtschaft, 59. Jahrgang, Heft 08/2013，515–520， Verlag Recht und Wirtschaft, Germany (deutsch)
- Fan, J. H., Li, C. (2013), Study on German Law, China Legal Publishing House, Beijing, ISBN 978-7-5093-4331-9. (chinesisch)
- Fan, J. H., Li, H. M., Li, C. (2013), A Study on the doctrine and cases of Disregarding the Corporate Personality (Durchgriffshaftung) of company in USA, China and Germany, University of Macau, ISBN 978-99965-1-036-6. (chinesisch)
- Fan, J. H./Neuwirth, R. (2012), Die Wahrung von Betriebs- und Geschäftsgeheimnissen im Spannungsverhältnis zur Berufsfreiheit am Beispiel der Volksrepublik China, Recht der internationalen Wirtschaft, 58. Jahrgang, Heft 03/2012，123–128, Verlag Recht und Wirtschaft, Germany (deutsch)
- Zhao, Y., Fan, J. H. (2012), Corporations and Partnerships in Macau, Suppl. 63 (May 2012) In: Koen Geens (Hrsg.): International Encyclopaedia of Laws: Corporations and Partnerships. Kluwer Law International, The Hague 2012, ISBN 978-90-6544-946-7. (englisch)
- Fan, J. H., Pereira, A. D. (2011), Commercial and Economic Law in Macau, 2. Auflage. Kluwer Law International, The Hague 2011, ISBN 978-90-411-3612-1. (englisch)
- Liu, G. L., Zhao, G. Q., Lok, W. K., Fan, J. H. (Hrsg.) (2010), Survey Research on Macau Law (Vol. 1–2), 2. Auflage. Social Sciences Academic Press, Beijing 2010/2011, ISBN 978-99937-1-055-4. (chinesisch)
- Fan, J. H. (2009). On Basic Law Art. 6 and Art. 103 about Protection, Limitation and Requisition of Property Rights, in: Luo Weijian/Wang Yu, Selected Works of Social Sciences and Humanities of Macau (Basic Law), Social Sciences Academic Press, 298–323, Beijing (chinesisch)
- Fan, J. H. (2008) , On further development of Legislation Space by German Judges-Discussion on Dismissals caused by Enterpriser. Macau: Faculty of Law, Macau University, ISBN 978-99937-970-3-6 (chinesisch)
- Fan, J. H., Ying, J., Chen, J. (2008), International and regional comparative Study on the civil and commercial Arbitration Law in Macau, Association of Macau Scholars, Macau 2008, ISBN 978-99937-897-6-5. (chinesisch)
- Fan, J. H. (2007). Das Zhong-Yong-Prinzips (Golden Mean) im Licht des Verhältnismässigkeitsgrundsatzes i.e.S. in der chinesischen Kündigungsbeschränkung, In Volker Rieble (Ed). Festschrift für Manfred Löwisch, 99–113, Sellier. European Law Publishers, Munich, Germany (deutsch)
- Fan, J. H., & Tian, Q. (2006). Rechtsschutz der Direktinvestition von Internationalen Unternehmen in der VR China (Law protection of direct investment of transnational Corporations in PR China), In Mark Boguslawskij/Alexander Trunk (Ed.). Legal issues of foreign investment in transition countries, 239–254, Berlin & Wien: BWV (Berliner wissenschaftlicher Verlag), Germany (deutsch)
- Liu, G. L., Zhao, G. Q., Lok, W. K., Fan, J. H. (Hrsg.) (2005), Survey Research on Macau Law (Vol. 1–3). Macau Foundation, Macau 2005, ISBN 99937-1-035-0. (chinesisch)
- Fan, J. H., Pereira, A. D. (2005), Commercial and Economic Law in Macao, Kluwer Law International, The Hague 2005, ISBN 90-6544-942-6. (englisch)
- Fan, J. H., Kan, Y. C., Tian, Q. (2005), Commentary on Closer Economic Partnership Arrangement of the Mainland and Macau (CEPA), Macau 2005, ISBN 99937-705-0-7. (chinesisch)
- Fan, J. H., Jin, P. N. (2005), Macau’s International Commercial Law (Vol. 1–2), Guangdong People’s Publishing House, Guangzhou 2005, ISBN 7-218-04955-9. (chinesisch)
- Fan, J. H. (2004), Research of Law System in Macau and the related EU-Country, Guangdong People’s Publishing House, Guangzhou 2004, ISBN 7-218-04724-6. (chinesisch)
- Fan, J. H., Tian, Q. (2003), International Investment Law of Transnational Corporations, Macau University, Macau 2003, ISBN 99937-26-31-1. (chinesisch)
- Fan, J. H. (Hrsg.) (2000-2001), International Economic Law (Vol. 1–5), Zhejiang University, Hangzhou 2000/2001, ISBN 7-308-02588-8. (chinesisch)
- Huang, S. L., Fan, J. H. (Hrsg.) (2001), Civil and Business Law, Press of Zhejiang University, Hangzhou 2001, ISBN 7-308-02478-4. (chinesisch)
- Fan, J. H. (2001), Law of international Finance, Press of Zhejiang University, Hangzhou 2001, ISBN 7-308-02588-8. (chinesisch)
- Fan, J. H. (2000), Law of international Investment, Press of Zhejiang University, Hangzhou 2000, ISBN 7-308-02574-8. (chinesisch)
- Fan, J. H., Tian, Q. (1997), Strafrecht und Strafverfahrensrecht in China – Rechtsgrundlagen und Rezeption des Deutschen Rechts, Publishing House of Tectum, Marburg 1997, ISBN 3-8288-0101-3. (deutsch)
- Fan, J. H. (1997), Rezeption des Deutschen Strafrechts in China, in: Journal of International Asian Forum, 361–374, Heidelberg, Germany (deutsch)
- Fan, J. H. (1997), Rechtsgrundlage und Kontrollstruktur der Arbeitgeberkündigung nach den Grundsätzen deutscher Verhältnismäßigkeit und chinesischer beilegungsimmanenten Schiedsentscheidung, Monographs of European University Studies, European Academic PublisherPeter Lang Verlag, Frankfurt am Main 1997, ISBN 3-631-30176-6. (deutsch)
- Fan, J. H. (1996), Arbeitgeberkündigungsgrunde nach neuen Arbeitsgesetz, in: Recht der internationalen Wirtschaft, 29–35, Verlag Recht und Wirtschaft, Heidelberg, Germany (deutsch)